# TeleMonegal
TeleMonegal fue el primer y único programa de crítica televisiva no solo en el panorama comunicativo catalán, sino también en toda España. Su creador y director, Ferran Monegal, cada semana hacía un repaso de los contenidos y del tratamiento de las imágenes que el espectador ve por televisión, y realizaba un análisis crítico y, muchas veces, con ironía. De esta manera, se invitaba a la reflexión y al distanciamiento de la realidad televisiva.

## Historia
Telemonegal fue el primer programa de crítica de tele desde la tele. Creado, presentado y dirigido por Ferran Monegal, empezó su marcha en septiembre del 2003. La idea inicial era transformar su columna de El Periódico de Catalunya, Tú y yo somos tres, en un programa televisivo.
En sus inicios el programa tenía una duración de veintidós minutos y constaba de varios vídeos con su crítica correspondiente. Con el tiempo el programa se fue ampliando, tanto en contenidos como en duración, así pasó a durar una hora y media. Durante la primera parte del programa de 45 minutos se hacía una crítica de videos relacionados con la actualidad televisiva. En la segunda parte del programa, también de 45 minutos, se hacía una entrevista a un personaje relacionado con el mundo de la comunicación.
El 28 de junio de 2013 se emitió su último programa. Su presentador declaró al respecto que "Son 10 años de emisión ininterrumpida y una década es el momento perfecto para cerrar el círculo".

## Invitados
El primero invitado a Telemonegal fue Mikimoto. Posteriormente han ido pasando por el programa todo una serie de personalidades de fuera y dentro del mundo televisivo conformando una interesante visión del medio. Entre otros, han charlado sobre televisión con Ferran Monegal Pepe Rubianes, Jordi Pujol, Jordi Hereu, José Manuel Lara Bosch, Jaume Roures, Juan Luis Cebrián, Mònica Terribas, Luis del Olmo, Olga Viza, Julia Otero, Josep Cuní, Pilar Rahola, Lorenzo Milá, Àngels Barceló, Jon Sistiaga, Carles Francino, Javier Gurruchaga, Ángel Martín, Chelo García-Cortés, Constantino Romero, Jordi González, Jaime Peñafiel, Fernando Sánchez Dragó, Isabel Coixet, Juan Echanove, Leo Bassi, Boris Izaguirre, Aída Nízar, Carlos Navarro "El Yoyas", Javier Sardá  y un largo etcétera.
Al incluirse la segunda parte, la entrevista, el programa inauguró también las gradas para el público. Empezaba así un acercamiento a los espectadores, que en las últimas temporadas tenían la posibilidad de asistir al plató con tal de hacer su propia crítica televisiva.

## Su emisión
El programa se emitía por Barcelona Televisió (BTV), y en diferido por las cadenas de la Xarxa de Televisions Locals, así como por Televisió de Mallorca antes de su cierre. Entre otros muchos galardones recibió el Premi Ciutat de Barcelona.